# Kristina Olegowna Tkatsch
Kristina Olegowna Tkatsch (russisch Кристина Олеговна Ткач; englische Transkription: Kristina Tkach; * 19. Januar 1999 in Moskau) ist eine russische Poolbillardspielerin. Sie wurde 2016 Europameisterin im 8-Ball und 2017 im 14/1 endlos. Zudem wurde sie neunmal Junioren-Europameisterin und 2017 Junioren-Weltmeisterin.

## Karriere
Nachdem sie bei der russischen U18-Meisterschaft 2008 im 8-Ball Dritte geworden war, zog Kristina Tkatsch 2009 beim 14/1-endlos-Wettbewerb der Moskauer U18-Stadtmeisterschaft ins Finale ein und erreichte bei den Damen das Halbfinale im 9-Ball. Im folgenden Jahr gewann sie bei den Juniorinnen im 9-Ball und 10-Ball ihre ersten beiden von insgesamt 20 Titeln bei Moskauer U18-Meisterschaften. Bei der Stadtmeisterschaft der Damen erreichte sie wenig später im 14/1 endlos das Endspiel, das sie mit 18:50 gegen Anna Maschirina verlor.
Im März 2012 wurde sie durch einen 5:4-Finalsieg gegen Natalja Seroschtan erstmals russische U18-Meisterin im 8-Ball. Im Sommer 2012 wurde sie zum ersten Mal für die Jugend-Europameisterschaft nominiert, bei der sie mit 13 Jahren und 7 Monaten die jüngste Medaillengewinnerin war. Sie hatte im 8-Ball das Halbfinale erreicht und gegen Kamila Khodjaeva verloren. Wenige Wochen später gewann sie im Finale gegen Seroschtan die Moskauer 14/1-endlos-Meisterschaft der Damen. Im November 2012 gewann sie bei ihrer ersten Teilnahme an der russischen Meisterschaft die Bronzemedaillen im 14/1 endlos und 8-Ball, nachdem sie im Halbfinale jeweils gegen Natalja Seroschtan verloren hatte.
Anfang 2013 gelang Tkatsch bei der russischen U18-Meisterschaft im 8-Ball die Titelverteidigung. Bei der Jugend-EM 2013 erreichte sie in den Disziplinen 10-Ball und 9-Ball das Halbfinale. Im Oktober 2013 gewann sie bei der Moskauer Stadtmeisterschaft drei der vier Titel bei den Damen. Einen Monat später zog sie bei der russischen Meisterschaft erstmals ins Finale ein, verlor jedoch gegen Anna Maschirina (10-Ball) und Darja Sirotina (9-Ball). Zudem belegte sie im 14/1 endlos und im 8-Ball den dritten Platz.
Im März 2014 wurde Tkatsch russische U18-Meisterin in den Disziplinen 14/1 endlos, 10-Ball und 9-Ball. Im 8-Ball verlor sie hingegen nach zwei Titelgewinnen in Folge das Finale gegen Natalja Seroschtan. Im selben Jahr wurde sie erstmals für die Damen-Europameisterschaft nominiert. Nachdem sie im 14/1 endlos und im 10-Ball in der Vorrunde ausgeschieden war, erreichte sie im 8-Ball das Viertelfinale, in dem sie der Belgierin Kamila Khodjaeva mit 5:6 knapp unterlag. Beim 9-Ball-Wettbewerb schied sie ebenfalls in der Vorrunde aus. Im Anschluss an die EM nahm Tkatsch erstmals an einem Euro-Tour-Turnier teil und gewann gleich ihre erste Medaille: Bei den North Cyprus Open zog sie ins Finale ein und unterlag der Österreicherin Jasmin Ouschan. Im August wurde sie durch einen 5:4-Finalsieg gegen Kamila Khodjaeva Junioren-Europameisterin im 8-Ball. Im Oktober gewann sie erneut drei Titel bei der Moskauer Meisterschaft. Einen Monat später wurde sie durch einen 75:46-Sieg gegen Dina Fatychowa im 14/1 endlos erstmals russische Meisterin und gewann anschließend Silber im 10-Ball sowie Bronze im 8-Ball und 9-Ball.
Anfang 2015 wurde Tkatsch erstmals in allen vier Disziplinen russische U18-Meisterin. Bei der EM 2015 erreichte sie im 14/1 endlos und im 9-Ball das Viertelfinale. Bei der Jugend-EM wurde sie durch Finalsiege gegen Diana Khodjaeva Europameisterin im 10-Ball und 9-Ball sowie Dritte im 8-Ball. Im September gewann sie die Moskauer Stadtmeisterschaft im 14/1 endlos und 10-Ball. Im November 2015 erreichte sie bei der Junioren-Weltmeisterschaft das Viertelfinale, in dem sie der Chinesin Jiang Teng mit 5:9 unterlag. Wenige Tage später wurde sie durch einen 7:2-Finalsieg gegen Dina Fatychowa russische 10-Ball-Meisterin sowie Vizemeisterin im 14/1 endlos und im 9-Ball.
Bei der russischen U18-Meisterschaft 2016 gelang Tkatsch in drei der vier Disziplinen die Titelverteidigung. Lediglich im 14/1 endlos verlor sie das Finale gegen Dina Fatychowa. Bei der EM 2016 erzielte sie ihren bis dahin größten Erfolg. Nachdem sie im 14/1 endlos in der Vorrunde und im 10-Ball im Viertelfinale ausgeschieden war, zog sie im 8-Ball ins Endspiel ein, in dem sie durch einen 6:3-Sieg gegen die Ukrainerin Kateryna Polowyntschuk Europameisterin wurde. Beim anschließenden 9-Ball-Wettbewerb schied sie in der Vorrunde aus. Im Juni 2016 gewann sie mit den North Cyprus Open, bei denen sie Marharyta Fjafilawa im Finale mit 7:3 besiegte, zum ersten Mal ein Euro-Tour-Turnier. Wenige Wochen später wurde sie als erste Spielerin in allen drei Disziplinen Junioren-Europameisterin. Sie gewann die Endspiele gegen Diana Khodjaeva (5:3, 10-Ball), Dina Fatychowa (5:1, 8-Ball) und erneut Diana Khodjaeva (6:5, 9-Ball). Wenige Tage später gewann sie durch einen 7:4-Finalsieg gegen Katarzyna Wesołowska die Albanian Open und übernahm damit erstmals den ersten Platz in der Euro-Tour-Rangliste.
Im September 2016 gewann sie die Moskauer Meisterschaft im 10-Ball und 9-Ball. Eine Woche später besiegte Tkatsch im Finale der Portugal Open die Deutsche Ina Kaplan mit 7:4 und gewann somit zum dritten Mal in Folge ein Euro-Tour-Turnier. Im November 2016 erreichte sie beim Kremlin Cup neben Darja Sirotina als einzige Frau die Runde der letzten 32 und schied gegen Denis Grabe aus. Wenig später schied sie bei der Junioren-WM in der Vorrunde aus. Bei der russischen Meisterschaft 2016 zog sie in allen vier Wettbewerben ins Finale ein. Sie gewann zunächst im 14/1 endlos gegen Natalja Seroschtan und unterlag ihr im 10-Ball knapp mit 6:7. Anschließend besiegte Tkatsch im 8-Ball Darja Sirotina (6:2) und im 9-Ball Anastassija Netschajewa (6:1).
Im März 2017 erreichte Tkatsch beim Amway Cup den 25. Platz. Wenig später wurde sie im 14/1 endlos, 10-Ball und 9-Ball russische U18-Meisterin. Bei der EM 2017 wurde sie durch einen 75:45-Finalsieg gegen Titelverteidigerin Jasmin Ouschan Europameisterin im 14/1 endlos. Bei den drei folgenden Einzelwettbewerben kam sie jedoch nicht über das Viertelfinale hinaus. Bei den im Anschluss an die EM ausgetragenen Portugal Open gewann sie ihre fünfte Euro-Tour-Medaille, nachdem sie im Finale mit 3:7 gegen Ouschan verloren hatte. Als Zweitplatzierte der Einjahresrangliste der Euro-Tour nach den Portugal Open war sie für den 9-Ball-Wettbewerb der World Games 2017 qualifiziert. Im Mai 2017 gewann sie bei den Austrian Open 2017 die Bronzemedaille. Bei den World Games in Breslau schied sie im Viertelfinale gegen die spätere Goldmedaillengewinnerin Chen Siming aus, nachdem sie zuvor die Engländerin Kelly Fisher besiegt hatte. Bei der Jugend-Europameisterschaft 2017 gewann sie erneut alle drei Wettbewerbe der Juniorinnen. In den Endspielen besiegte sie Daryna Sirantschuk (5:0, 10-Ball), Weronika Karwik (5:0, 8-Ball), Walerija Truschewskaja (6:1, 9-Ball). Im September gewann sie die Moskauer Meisterschaft im 8-Ball und 9-Ball. Im November 2017 wurde sie durch einen 9:6-Finalsieg gegen die Südkoreanerin Lee Woo-jin Junioren-Weltmeisterin. Sie war die fünfte Europäerin, die diesen Titel gewann, und nach Natalja Seroschtan (2013) die zweite Russin. Wenig später schied sie bei der 9-Ball-Weltmeisterschaft der Damen in Haikou nach Niederlagen gegen Rubilen Amit und Lin Yuan-chun in der Vorrunde aus. Bei den Portugal Open gewann sie die Bronzemedaille, nachdem sie im Halbfinale gegen Katarzyna Wesołowska verloren hatte. Bei der russischen Meisterschaft 2017 gelang es ihr als erster Spielerin überhaupt, in einem Jahr alle vier Titel zu gewinnen. Sie gewann die Finalspiele gegen Natalja Seroschtan (14/1 endlos und 9-Ball), Walerija Truschewskaja (10-Ball) und Darja Sirotina (8-Ball).

### Mannschaftskarriere
Mit der russischen Nationalmannschaft wurde Tkatsch 2015 und 2017 Europameisterin sowie 2014 und 2016 Vizeeuropameisterin.
Tkatsch war bei den ersten drei Austragungen des Junioren-Kontinentalvergleichs Atlantic Challenge Cup (2015, 2016, 2017) Teil des europäischen Teams, das die USA dreimal in Folge besiegte.

## Erfolge
Einzel
- 8-Ball-Junioren-Europameisterin: 2014, 2016, 2017
- Russische 14/1-endlos-Meisterin: 2014, 2016, 2017
- Russische 10-Ball-Meisterin: 2015, 2017
- 10-Ball-Junioren-Europameisterin: 2015, 2016, 2017
- 9-Ball-Junioren-Europameisterin: 2015, 2016, 2017
- North Cyprus Open: 2016
- Albanian Open: 2016
- Portugal Open: 2016
- Russische 8-Ball-Meisterin: 2016, 2017
- Russische 9-Ball-Meisterin: 2016, 2017
- 8-Ball-Europameisterin: 2016
- 14/1-endlos-Europameisterin: 2017
- Junioren-Weltmeisterin: 2017

Mannschaft
- Europameisterin: 2015, 2017
- Atlantic Challenge Cup: 2015, 2016, 2017